# Paralia Katerinis

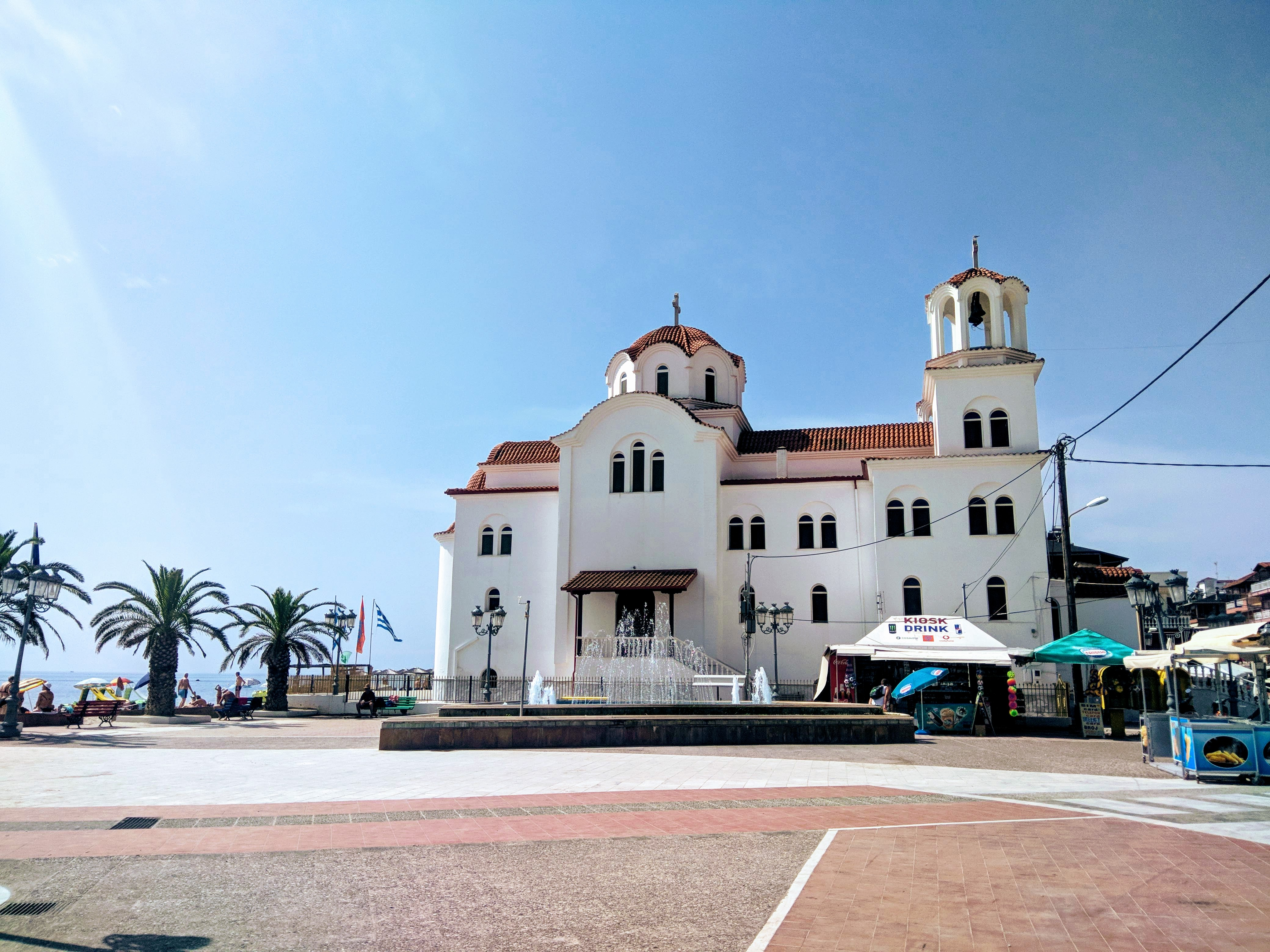
Kościół św. Paraskevi w Paralia Katerinis

Paralia Katerinis lub Paralia (gr. Παραλία Κατερίνης / Παραλία) – miejscowość w Grecji, w administracji zdecentralizowanej Macedonia-Tracja, w regionie Macedonia Środkowa, w jednostce regionalnej Pieria, w gminie Katerini. W 2011 roku liczyła 1 124 mieszkańców. 
Do 31 grudnia 2010 Paralia należała do gminy o tej samej nazwie i leżała w prefekturze Pieria. 
Osiągalna jest z autostrady A1. Miejscowość położona jest na wybrzeżu Morza Egejskiego, kilka kilometrów od największego miasta Pierii - Katerini.